# Lotyń (województwo pomorskie)
Lotyń (niem. Lottin) – wieś w Polsce położona w województwie pomorskim, w powiecie chojnickim, w gminie Chojnice. 
W latach 1975–1998 miejscowość administracyjnie należała do województwa bydgoskiego.
Wieś przy zachodniej granicy Tucholskiego Parku Krajobrazowego, stanowi sołectwo gminy Chojnice obejmujące miejscowości: Lotyń, Białe Błoto, Jakubowo, Nicponie i Sternowo.